# Jiří Kučera
Jiří Kučera, född 28 mars 1966 i Plzeň, är en tjeckisk före detta ishockeyspelare (center). Han inledde sin spelarkarriär i hemstaden i laget HC Plzeň. Kučera spelade ett antal säsonger i   tjeckoslovakiska Extraliga - och efter att det landet delades - i tjeckiska Extraliga innan han flyttade till finländska FM-ligan och Tappara. Efter fyra säsonger i Finland flyttade han till Luleå HF i Elitserien där han blev svensk mästare 1996, och världsmästare samma år i Wien med tjeckiska landslaget. Säsongen efter guldåret i Luleå HF återvände Kučera till Tjeckien och HC Plzeň för spel i en säsong. Efter sejouren i HC Plzeň spelade han för schweiziska Kloten. Sejouren där blev kortvarig och efter endast en säsong återvände Kučera till Luleå för ytterligare tre säsonger som blev avslutning på hans spelarkarriär.
Tjecken var känd i Elitserien för sin skridskoåkning och sin klubbteknik.
Efter den aktiva karriären har Kučera arbetat som tränare i flera klubbar som HC Plzeň, HK Nitra och HC Litvinov. Sedan 2012 tränar han Královští lvi Hradec Králové (tidigare HC Hradec Králové), en klubb som innan tränades av en annan tidigare Luleåspelare, Martin Hosták.